# Vectorman
Vectorman é uma série de jogos desenvolvida pela BlueSky Software e publicado pela Sega para a Mega Drive. Foi lançado em 24 de outubro de 1995 na América do Norte e em 30 de novembro de 1995 na Europa. O jogo é também faz parte da Sega Genesis Collection para o PlayStation 2 e PlayStation Portable e faz parte do Sonic Gems Collection para o Nintendo GameCube. Foi lançado no Virtual Console em 27 de fevereiro de 2007 no Japão e 5 de abril de 2007 na Europa e na América do Norte em 22 de setembro de 2008. O jogo também aparece em Sonic's Ultimate Genesis Collection para Xbox 360 e PlayStation 3.

## História

### Vectorman
Em 2049, a população do Planeta Terra embarca numa migratória viagem a fim de tentar colonizar outros planetas. Assim, eles deixaram no cuidado da Terra, "orbots" para limpar a bagunça feita através da contaminação e da poluição. De repente, um orbot de alto nível que guardava a Terra através de um computador que controlava as visões sobre o mundo, é acidentalmente atingido por um míssil nuclear por um orbot superior e se torna um maligno ditador chamado de Warhead. Ele se declara o grande embaixador do mundo e planeja exterminar os humanos que voltarem ao seu planeta.
Então Vectorman, um humilde orbot que descarregava a sujeira da terra para reciclá-la através do poder da luz solar, presencia a confusão em seu planeta ao voltar de sua última viagem. Graças ao controle de Warhead sobre todos os outros orbots (Vectorman fora poupado disto porque estava fora do planeta terra), Vectorman decide por si mesmo arruinar os planos do maldito ditador e restaurar a paz na terra.

### Vectorman 2
Depois de salvar o mundo do terrível Warhead, A nave de reciclagem com a qual viaja Vectorman é atingida e imediatamente destruída por um míssil. Vectorman escapa, caindo de paraquedas num mundo contaminado por insetos mutantes. Agora é objetivo de Vectorman lutar através dos ataques dos insetos mutantes a fim de achar a mais terrível e venenosa mutante, a rainha Viúva Negra.